# Гиперцикл (геометрия)

Диск Пуанкаре с гиперциклом HC для прямой L (она прямая, поскольку пересекает горизонт под прямыми углами), который проходит через точку P

Гиперокружность, гиперцикл или эквидистанта — это кривая, точки которой имеют постоянное ортогональное расстояние до прямой (которая называется осью гиперокружности).
Если задана прямая L и точка P, не лежащая на L, можно построить гиперцикл, взяв все точки Q, лежащие на той же стороне от L, что и P, и на том же расстоянии от L, что и P.
Прямая L называется осью, центром или базовой прямой  гиперцикла.
Прямые, перпендикулярные оси, которые перпендикулярны и гиперциклу, называются нормалями гиперцикла.
Отрезки нормали между осью и гиперциклом называются радиусами.
Общая длина этих отрезков называется расстоянием или радиусом гиперцикла.
Гиперциклы через заданную точку, имеющие одну и ту же касательную в этой точке, сходятся к орициклу по мере стремления расстояния к бесконечности.

## Свойства, подобные свойствам евклидовых прямых
Гиперциклы в геометрии Лобачевского имеют некоторые свойства, похожие на свойства прямых в евклидовой геометрии:
- На плоскости, если задана прямая и точка вне неё, существует только один гиперцикл для данной прямой, содержащий эту точку (сравните с аксиомой Плейфера для евклидовой геометрии).
- Никакие три точки гиперцикла не лежат на одной прямой.
- Гиперцикл симметричен любой прямой, перпендикулярной ему (отражение гиперцикла относительно прямой, перпендикулярной гиперциклу, даёт тот же самый гиперцикл.)

## Свойства, подобные свойствам евклидовых окружностей
Гиперциклы в геометрии Лобачевского имеют некоторые свойства, похожие на свойства окружности в евклидовой геометрии:
- Прямая, перпендикулярная хорде гиперцикла в её середине, является радиусом и делит стягиваемую дугу пополам.
Пусть AB — хорда и M — её середина.
Ввиду симметрии, прямая R через M, перпендикулярная хорде AB, должна быть ортогональна оси L.
Таким образом, R является радиусом.
Также ввиду симметрии, R делит дугу AB пополам.
- Ось и расстояние гиперцикла определены однозначно.
Предположим, что гиперцикл C имеет две различные оси {\displaystyle L_{1}} и {\displaystyle L_{2}}.
Используя предыдущее свойство дважды с различными хордами, мы можем определить два различных радиуса {\displaystyle R_{1}} и {\displaystyle R_{2}}. {\displaystyle R_{1}} и {\displaystyle R_{2}} будут тогда перпендикулярны как {\displaystyle L_{1}}, так и {\displaystyle L_{2}}, что даёт прямоугольник. Получили противоречие, поскольку прямоугольник невозможен в геометрии Лобачевского.
- Гиперциклы имеют одинаковые расстояния тогда и только тогда, когда они конгруэнтны.
Если они имеют одинаковые расстояния, нам нужно привести оси к совпадению путём жёсткого движения[англ.][3], а тогда все радиусы совпадут. Поскольку радиус тот же самый, точки двух гиперциклов совместятся.
Наоборот, если они конгруэнтны, расстояние должно быть тем же самым согласно предыдущему свойству.
- Прямые пересекают гиперцикл не более чем в двух точках.
Пусть прямая K пересекает гиперцикл C в двух точках A и B. Как и ранее, мы можем построить радиус R гиперцикла C через среднюю точку M хорды AB. Заметим, что прямая K ультрапараллельна оси L, поскольку имеют общий перпендикуляр R. Также, две ультрапараллельные прямые имеют минимальное расстояние на общем перпендикуляре и расстояние монотонно увеличивается по мере отклонения от перпендикуляра.
Это означает, что точки K внутри AB будут находиться на расстоянии от L меньшем, чем расстоянии от A и B до L, в то время как точки K вне отрезка AB будут иметь большее расстояние. В заключение, никаких других точек K нет на C.
- Два гиперцикла пересекаются максимум в двух точках.
Пусть {\displaystyle C_{1}} и {\displaystyle C_{2}} будут гиперциклами, пересекающимися в точках A, B и C.
Если {\displaystyle R_{1}} — прямая, ортогональная AB и проходящая через среднюю точку, мы знаем, что это радиус как для {\displaystyle C_{1}}, так и для {\displaystyle C_{2}}.
Аналогично мы строим радиус {\displaystyle R_{2}} через среднюю точку отрезка BC.
{\displaystyle R_{1}} и {\displaystyle R_{2}} одновременно ортогональны осям {\displaystyle L_{1}} и {\displaystyle L_{2}} гиперциклов {\displaystyle C_{1}} и {\displaystyle C_{2}} соответственно.
Мы уже доказали, что в этом случае {\displaystyle L_{1}} и {\displaystyle L_{2}} должны совпадать (иначе мы получим прямоугольник).
Тогда {\displaystyle C_{1}} и {\displaystyle C_{2}} имеют те же оси и по меньшей мере одну общую точку, а потому они имеют то же самое расстояние и тоже совпадают.
- Никакие три точки гиперцикла не лежат на одной прямой.
Если точки A, B и C гиперцикла лежат на одной прямой, то хорды AB и BC принадлежат одной и той же прямой K. Пусть {\displaystyle R_{1}} и {\displaystyle R_{2}} являются радиусами, проходящими через средние точки хорд AB и BC. Мы знаем, что ось L гиперцикла перпендикулярна как {\displaystyle R_{1}}, так и {\displaystyle R_{2}}.
Но K также перпендикулярна им. Тогда расстояние должно равняться 0, и гиперцикл вырождается в прямую.

## Другие свойства
- Длина дуги гиперцикла между двумя точками
  - больше длины отрезка между этими двумя точками,
  - меньше длины дуги одного из двух орициклов между этими двумя точками
  - меньше длины любой дуги окружности между этими двумя точками.
- Гиперцикл и орицикл пересекаются максимум в двух точках.

## Длина дуги
На плоскости Лобачевского с постоянной кривизной {\displaystyle -1} длину дуги гиперцикла можно вычислить из радиуса {\displaystyle r} и расстояния {\displaystyle d} между точками, в которых нормали пересекают ось, с помощью формулы:
{\displaystyle l=d\cdot \mathrm {ch} \,r}

## Построение
В дисковой модели Пуанкаре гиперболической плоскости гиперциклы представляются прямыми и дугами окружности, пересекающими граничную окружность не под прямыми углами. Представление оси гиперцикла пересекает граничную окружность в тех же точках, но под прямыми углами.
В модели полуплоскости Пуанкаре гиперболической плоскости гиперциклы представляются прямыми и дугами окружности, пересекающими граничную прямую не под прямыми углами. Представление оси гиперцикла пересекает граничную прямую в тех же точках, но под прямыми углами.

## Литература

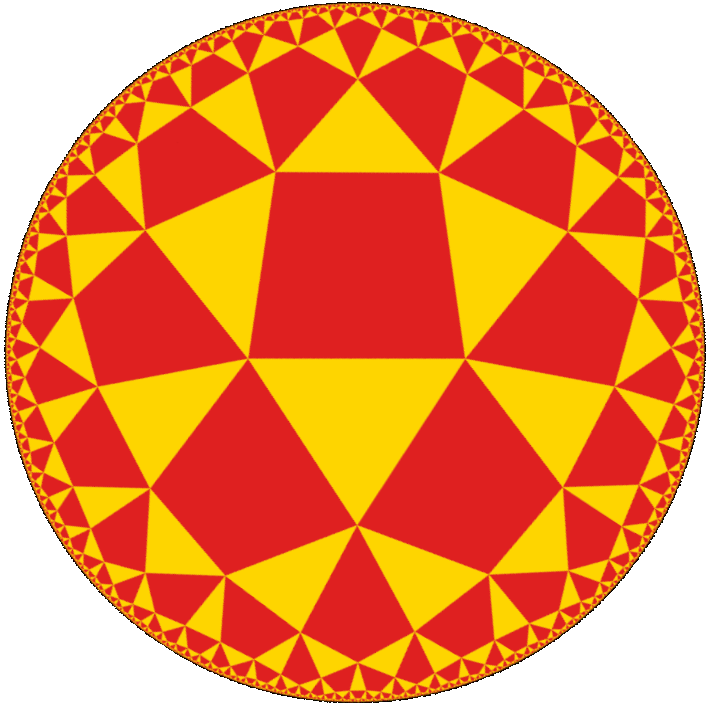
на конформно-евклидовой модели имеет последовательности вершин, лежащих на гиперциклах.